# Charles Winckler
Charles Gustav Wilhelm Winckler (Frederiksberg, 9 de abril de 1867 - Frederiksberg, 17 de dezembro de 1932) foi um praticante de cabo de guerra e um atleta da Dinamarca. Nos Jogos Olímpicos de Verão de 1900, fez parte da equipe mista formada por atletas dinamarqueses e suecos que conquistou a medalha de ouro do cabo de guerra. Participou também de dois eventos do atletismo, ficando em oitavo lugar no arremesso de disco e em décimo no arremesso de peso.